# Ярмут
Ярмут (англ. Yarmouth) — містечко в Канаді, у провінції Нова Шотландія, центр однойменного графства.

## Населення
За даними перепису 2016 року, містечко нараховувало 6518 осіб, показавши скорочення на 3,6 %, порівняно з 2011-м роком. Середня густина населення становила 616,9 осіб/км².
З офіційних мов обидвома одночасно володіли 1 005 жителів, тільки англійською — 5 260, тільки французькою — 10, а 10 — жодною з них. Усього 150 осіб вважали рідною мовою не одну з офіційних, з них 5 — одну з корінних мов, а 5 — українську.
Працездатне населення становило 55,8 % усього населення, рівень безробіття — 11,8 % (14,9 % серед чоловіків та 9,1 % серед жінок). 89,4 % осіб були найманими працівниками, а 8,1 % — самозайнятими.
Середній дохід на особу становив $31 474 (медіана $23 872), при цьому для чоловіків — $35 256, а для жінок $28 459 (медіани — $28 328 та $21 472 відповідно).
23,8 % мешканців мали закінчену шкільну освіту, не мали закінченої шкільної освіти — 29,9 %, 46,4 % мали післяшкільну освіту, з яких 26,5 % мали диплом бакалавра, або вищий.
| Статево-вікова структура населення | Статево-вікова структура населення | Статево-вікова структура населення | Статево-вікова структура населення | Статево-вікова структура населення |
| ---------------------------------- | ---------------------------------- | ---------------------------------- | ---------------------------------- | ---------------------------------- |
|                                    |                                    |                                    |                                    |                                    |
| Всього                             | Всього                             | 44,8%55,2%                         |                                    |                                    |
| 0 — 14 років                       | 0 — 14 років                       |                                    | 13,6%                              | 13,6%                              |
| 15 — 64 років                      | 15 — 64 років                      |                                    | 61,4%                              | 61,4%                              |
| 65 і більше                        | 65 і більше                        |                                    | 25%                                | 25%                                |
| 85 і більше                        | 85 і більше                        |                                    | 5,1%                               | 5,1%                               |
| 100 і більше                       | 100 і більше                       |                                    | 0,2%                               | 0,2%                               |
| Середній вік (років)               | Середній вік (років)               | 44,147,6                           | 46,0                               | 46,0                               |
| Медіана (років)                    | Медіана (років)                    | 47,149,9                           | 48,6                               | 48,6                               |
| — чоловіки — жінки                 |                                    |                                    |                                    |                                    |

| Походження мешканців:     | Походження мешканців:     | Походження мешканців: | Походження мешканців: | Походження мешканців: |
| ------------------------- | ------------------------- | --------------------- | --------------------- | --------------------- |
| Походження                |                           |                       | осіб                  | %                     |
| Корінні американці        | Корінні американці        |                       | 1 250                 | 20.15%                |
| Інше північноамериканське | Інше північноамериканське |                       | 3 585                 | 57.78%                |
| Європейське               | Європейське               |                       | 3 720                 | 59.95%                |
| британське                | британське                |                       | 2 770                 | 44.64%                |
| французьке                | французьке                |                       | 1 605                 | 25.87%                |
| українське                | українське                |                       | 15                    | 0.24%                 |
| Латинськоамериканське     | Латинськоамериканське     |                       | 30                    | 0.48%                 |
| Карибське                 | Карибське                 |                       | 25                    | 0.4%                  |
| Африканське               | Африканське               |                       | 180                   | 2.9%                  |
| Азійське                  | Азійське                  |                       | 185                   | 2.98%                 |
| Океанійське               | Океанійське               |                       | 20                    | 0.32%                 |

| Зайнятість населення за галузями (за класифікацією NOC): | Зайнятість населення за галузями (за класифікацією NOC): | Зайнятість населення за галузями (за класифікацією NOC): | Зайнятість населення за галузями (за класифікацією NOC): | Зайнятість населення за галузями (за класифікацією NOC): |
| -------------------------------------------------------- | -------------------------------------------------------- | -------------------------------------------------------- | -------------------------------------------------------- | -------------------------------------------------------- |
|                                                          |                                                          |                                                          |                                                          |                                                          |
| Управління                                               | Управління                                               |                                                          | 7,3%                                                     | 7,3%                                                     |
| Бізнес, фінанси та адміністрування                       | Бізнес, фінанси та адміністрування                       |                                                          | 11,4%                                                    | 11,4%                                                    |
| Природничі та прикладні науки                            | Природничі та прикладні науки                            |                                                          | 4%                                                       | 4%                                                       |
| Охорона здоров'я                                         | Охорона здоров'я                                         |                                                          | 9,5%                                                     | 9,5%                                                     |
| Освіта, правозахист, муніципальні та урядові служби      | Освіта, правозахист, муніципальні та урядові служби      |                                                          | 13,3%                                                    | 13,3%                                                    |
| Мистецтво, культура, відпочинок та спорт                 | Мистецтво, культура, відпочинок та спорт                 |                                                          | 1,6%                                                     | 1,6%                                                     |
| Роздрібна торгівля та послуги                            | Роздрібна торгівля та послуги                            |                                                          | 32,6%                                                    | 32,6%                                                    |
| Гуртова торгівля, транспорт та обладнання                | Гуртова торгівля, транспорт та обладнання                |                                                          | 8,3%                                                     | 8,3%                                                     |
| Природні ресурси, сільське господарство                  | Природні ресурси, сільське господарство                  |                                                          | 6,4%                                                     | 6,4%                                                     |
| Виробництво                                              | Виробництво                                              |                                                          | 5,7%                                                     | 5,7%                                                     |

## Клімат
Місто знаходиться у зоні, котра характеризується вологим континентальним кліматом з теплим літом. Найтепліший місяць — серпень із середньою температурою 17.1 °C (62.7 °F). Найхолодніший місяць — січень, із середньою температурою -3 °С (26.6 °F).
| Клімат Ярмута           | Клімат Ярмута | Клімат Ярмута | Клімат Ярмута | Клімат Ярмута | Клімат Ярмута | Клімат Ярмута | Клімат Ярмута | Клімат Ярмута | Клімат Ярмута | Клімат Ярмута | Клімат Ярмута | Клімат Ярмута | Клімат Ярмута |
| Показник                | Січ.          | Лют.          | Бер.          | Квіт.         | Трав.         | Черв.         | Лип.          | Серп.         | Вер.          | Жовт.         | Лист.         | Груд.         | Рік           |
| Абсолютний максимум, °C | 14            | 12,8          | 17,1          | 22,4          | 24,9          | 28,3          | 30            | 30,3          | 29,4          | 25            | 19,3          | 16,5          | 30,3          |
| Середній максимум, °C   | 0,8           | 1,1           | 4             | 9             | 13,9          | 18            | 20,9          | 21,1          | 18,2          | 13,3          | 8,7           | 3,8           | 11,1          |
| Середня температура, °C | −3            | −2,7          | 0,3           | 5,1           | 9,7           | 13,8          | 16,8          | 17            | 14,1          | 9,4           | 5,2           | 0,2           | 7,2           |
| Середній мінімум, °C    | −6,9          | −6,5          | −3,4          | 1,2           | 5,5           | 9,6           | 12,7          | 12,9          | 10            | 5,6           | 1,6           | −3,5          | 3,2           |
| Абсолютний мінімум, °C  | −21,3         | −23,6         | −17,6         | −10,8         | −2,2          | 1,7           | 5,8           | 0             | −2,3          | −3,9          | −9,3          | −20           | −23,6         |
| Норма опадів, мм        | 127.3         | 101.8         | 115.5         | 101.4         | 100.9         | 94.8          | 88.4          | 84.3          | 94.9          | 112.5         | 139.3         | 131.8         | 1292.9        |
| Днів з опадами          | 19,8          | 16,1          | 15,1          | 13,3          | 13,4          | 11,6          | 10,6          | 8,7           | 10,1          | 11,8          | 14,9          | 19,4          | 164,9         |
| Днів з дощем            | 8,4           | 7,4           | 9,2           | 12,2          | 13,6          | 11,9          | 11            | 9,6           | 9,9           | 11,7          | 13,5          | 11,9          | 130,1         |
| Днів зі снігом          | 13,6          | 11,2          | 8             | 3,1           | 0,3           | 0             | 0             | 0             | 0             | 0,2           | 3             | 11            | 50,4          |
| ----------------------- | ------------- | ------------- | ------------- | ------------- | ------------- | ------------- | ------------- | ------------- | ------------- | ------------- | ------------- | ------------- | ------------- |
| Джерело: Weatherbase    |               |               |               |               |               |               |               |               |               |               |               |               |               |